# Susanna – Tochter des Lasters
Susanna – Tochter des Lasters (Originaltitel: Susana) ist ein mexikanischer Film von Luis Buñuel aus dem Jahr 1951, der auf einer Erzählung von Manuel Reachi basiert.

## Handlung
In einer stürmischen Nacht flüchtet Susana aus einer Besserungsanstalt und gelangt auf das Landgut von Don Guadalupe und seiner Frau Carmen, wo sie gleich drei Männern (Don Guadalupe, seinem Sohn Alberto und dem Aufseher Jesús) den Kopf verdreht. In ihrer Eifersucht begegnen die Männer sich untereinander zunehmend aggressiver, bis Doña Carmen mit einer Reitpeitsche gegen Susana vorgeht. Als Susana von der Polizei in Gewahrsam genommen wird, kehrt auf der Hazienda wieder Friede ein. 

## Kritik
„Buñuels zweiter Film mit Fernando Soler diente in erster Linie der Karriere der Freundin des Produzenten, Rosita Quintana.“